# Procanace dianneae
Procanace dianneae är en tvåvingeart som beskrevs av Wayne N. Mathis 1988. Procanace dianneae ingår i släktet Procanace och familjen Canacidae. Inga underarter finns listade i Catalogue of Life.